# 15-cm-sIG 33 (Sfl.) auf Pz. 38 (t) „Grille“

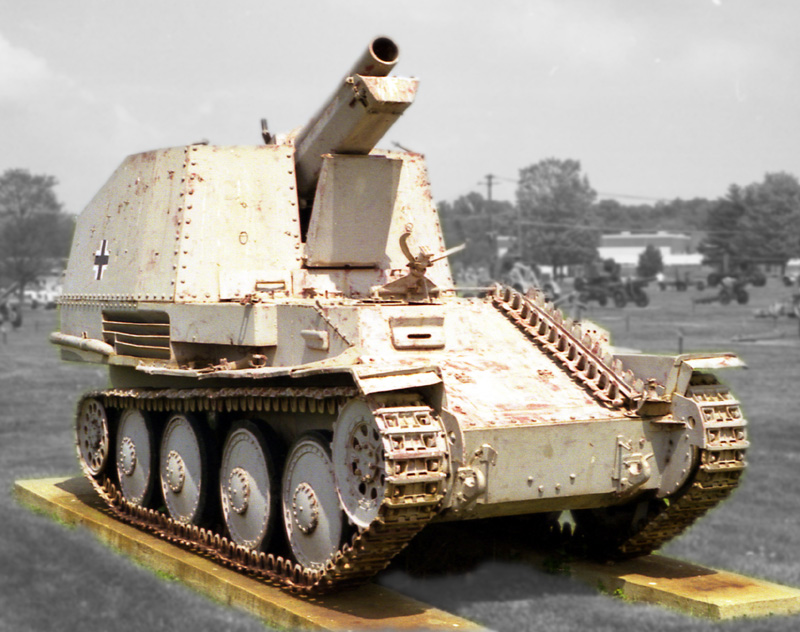
„Grille“ Ausf. K, ausgestellt im US Army Ordnance Museum, Aberdeen

Das 15-cm-sIG 33 (Sfl.) auf Pz. 38 (t) „Grille“ war eine auf dem Fahrgestell des Panzerkampfwagen 38 (t) aufbauende Selbstfahrlafette mit einem schweren 15-cm-Infanteriegeschütz. Sie wurde von der deutschen Wehrmacht von 1943 bis zum Ende des Zweiten Weltkrieges eingesetzt. Eine weitere offizielle Bezeichnung war Geschützwagen 38 für sIG 33 (Sf.) und Sd.Kfz. 138/1 Grille.

## Entwicklung
Am 6. März 1942 trafen sich Vertreter der Böhmisch-Mährischen Maschinenfabrik AG (BMM) in Berlin mit den Mitarbeitern des Heereswaffenamtes. Bei dieser Besprechung wurde vom Waffenamt unter anderem der Wunsch geäußert, dass BMM auch ein Fahrzeug mit 15-cm-sIG 33 als Selbstfahrlafette auf Basis des Panzerkampfwagen 38 (t) entwickeln sollte. Da man mit dem Geschütz bereits auf anderen Fahrgestellen grundsätzlich positive Erfahrungen gesammelt hatte, doch die bisherigen Fahrgestelle das schwere Geschütz nur unzureichend mobilisiert hatten, suchte man nach einer neuen Lösung.
Die Entwicklung lief vom März 1942 bis zum Februar 1943. Dabei war die Berliner Firma Alkett, die bereits mit 15-cm-Selbstfahrlafetten Erfahrungen gemacht hatte, beteiligt.
Erhebliche Entwicklungsarbeit entfiel auf die Anpassung der Geschützlafette an das BMM-Fahrzeug.

## Ausführungen

### 15-cm-sIG 33 (Sfl.) auf Pz. 38 (t) Ausf. H „Grille“
Die erste Version der Grille basierte auf einem zur Selbstfahrlafette leicht modifizierten Fahrwerk des Panzerkampfwagen 38(t) mit hinten eingebautem Motor, bereits auch als Geschützwagen 38 bezeichnet. Die Wanne wurde mit geringen Änderungen übernommen, der vorne angeordnete Aufbau wurde um das 15-cm-sIG 33 herumgezogen und war nach oben offen. Von Februar bis Juni 1943 wurden 200 Fahrzeuge (einschließlich eines Prototyps) bei BMM in Prag produziert, weitere zehn folgten im November 1943. Die Bezeichnung lautete „15-cm-schweres Infanteriegeschütz 33 (Sf.) auf Panzerkampfwagen 38(t) (Sd.Kfz. 138/1) Ausf. H“.

### 15-cm-sIG 33 (Sfl.) auf GW 38 „Grille“ Ausf. K
Das zweite Baulos der Grille basierte auf einem speziell für Selbstfahrlafetten umkonstruierten Fahrwerk des Panzers 38(t) mit stark verändertem Wannenaufbau, nunmehr als Geschützwagen 38 Ausf. M bezeichnet. Diese für den Panzerjäger Marder III entworfene Wanne, dessen Motor sich in der Mitte befand, wurde mit geringen Modifikationen für die Grille und den Flakpanzer 38(t) übernommen. Durch die Verlegung des Motors konnte das 150-mm-Infanteriegeschütz im hinteren Bereich des Fahrzeugs angeordnet werden, was der Balance des Fahrzeugs zugutekam. Von Dezember 1943 bis September 1944 wurden 162 Grillen der Ausf. K hergestellt, dazu kamen zwischen Januar und Mai 1944 102 Munitionsträger ohne Waffe. Blieb eine Grille liegen, konnten die Feldwartungstruppen das Infanteriegeschütz ausbauen und auf einen Munitionsträger umsetzen, wodurch wieder eine einsatzfähige Grille zur Verfügung stand. Die offizielle Bezeichnung lautete „15-cm-schweres Infanteriegeschütz 33 (Sf.) auf Geschützwagen 38 M (Sd.Kfz. 138/1) Ausf. K“.

### Geschützwagen Grille mit 3-cm-Flak 38/103
Zum Ende des Zweiten Weltkrieges wurde ein Fahrzeug ohne das 15-cm-Infanteriegeschütz mit einer 3-cm-Flak 103/38 versehen.

## Produktion
Übersicht über die monatliche Fertigung
| Produktionszahlen der Grille |         |         |         |        |         |         |         |         |         |         |         |         |         |         |         |        |         |         |         |         |        |
| Monat                        | Feb. 43 | Mrz. 43 | Apr. 43 | Mai 43 | Jun. 43 | Jul. 43 | Aug. 43 | Sep. 43 | Okt. 43 | Nov. 43 | Dez. 43 | Jan. 44 | Feb. 44 | Mrz. 44 | Apr. 44 | Mai 44 | Jun. 44 | Jul. 44 | Aug. 44 | Sep. 44 | Gesamt |
| Stückzahl Grille, Ausf. H    | 25      | 40      | 52      | 52     | 31      | —       | —       | —       | 10      | —       | —       | —       | —       | —       | —       | —      | —       | —       | —       | —       | 210    |
| Stückzahl Grille, Ausf. K    | —       | —       | —       | —      | —       | —       | —       | —       | —       | —       | 14      | 20      | 18      | 30      | 15      | 21     | 18      | 14      | 2       | 10      | 162    |
| Stückzahl Munitionsträger    | —       | —       | —       | —      | —       | —       | —       | —       | —       | —       | —       | 5       | 10      | 20      | 18      | 49     | —       | —       | —       | —       | 102    |

## Einsatz
Als Schwachstellen im Kampf zeigten sich die dünne Panzerung und der geringe Munitionsvorrat, wobei für letzteres der Munitionsträger Grille geschaffen wurde. Die Grillen wurden in den Panzergrenadier-Regimentern der Panzer-Divisionen in jeweils einer Kompanie zu je sechs Geschützen zusammengefasst.

## Technische Daten Grille Ausführung K
- Gefechtsgewicht: ca. 12 t
- Länge: 4,84 m
- Breite: 2,14 m
- Höhe: 2,4 m
- Motor: Sechszylinder-Benzinmotor, 150 PS
- Fahrwerk: Kette 4 Laufrollen, 2 Stützrollen
- Geschwindigkeit: 42 km/h
- Reichweite: 190 km
- Bewaffnung: eine 15-cm-Haubitze 15 sIG 33, ein oder zwei 9-mm-MP oder 7,92-mm-MG
- Munitionsvorrat: Kanone 18 Schuss, 500 Schuss MP/MG
- Panzerung: Wanne 11–15 mm, Kampfraum 10 mm
- Besatzung: 5 Mann

## Einzelnachweise

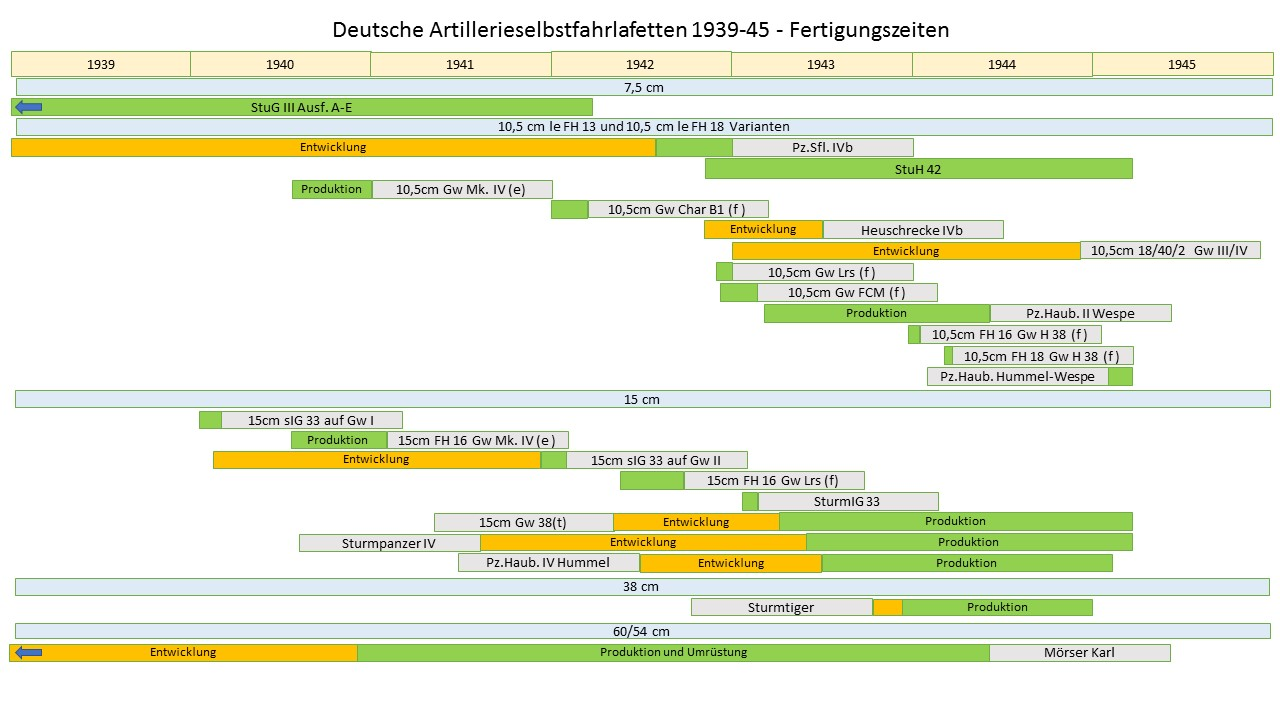